# Wilmington (hrabstwo Will)
Wilmington – miasto w Stanach Zjednoczonych, w stanie Illinois, w hrabstwie Will.